# 広島県庁
広島県庁（ひろしまけんちょう、英: Hiroshima Prefectural Government）は、地方公共団体である広島県の行政機関。

## 沿革
- 1871年 広島県発足。庁舎は広島城内に。
- 1873年 仮庁舎として国泰寺（小町）へ移転。
- 1876年 失火により庁舎が全焼、仮庁舎を仏護寺（寺町）へ移転。
- 1878年4月 本庁舎を与楽園に隣接する地（水主町、現アステールプラザ付近）に新築。
- 1945年8月6日 広島市への原子爆弾投下により本庁舎壊滅。
  - 同日17時、戦災緊急避難先として6番目に指定されていた多聞院に臨時県防空本部が設けられた。
  - 同日20時、たまたま福山市への出張により難を逃れていた高野源進知事の下で内務省への報告、救護班の出動命令が出されるなど、被爆直後の臨時の県庁として機能した。
  - 8月7日朝 臨時県庁として東警察署（現広島銀行銀山町支店）に移転、救済活動や食糧放出などの対策が進められた。
  - 8月20日、東洋工業（現マツダ）社長・松田重次郎より土地を提供され、東洋工業府中工場敷地内に移転、全機関がこの敷地内で業務遂行を再開[1]。
  - 12月7日、昭和天皇が行幸（昭和天皇の戦後巡幸の一環）[2]。
- 1946年6月 庁舎を陸軍兵器補給廠（南区霞町、現広島大学霞キャンパス / 医学部・附属病院）に。
- 1956年4月 本庁舎を中区基町に新築。
- 1969年12月2日 教育長室に火炎瓶が投げ込まれるテロが発生するも負傷者無し[3]。
- 1998年 知事直轄の「企画審議官」配置。重要施策の企画などを担当。2年後廃止。
- 2007年 副知事複数体制（2人）へ移行。
- 2008年 組織再編。「局」「部」「課」制導入。知事直轄の「危機管理監」配置。
- 2010年 総務局に局長級の「経営戦略審議官」を設置。
- 2011年 組織再編。「局」「部」「課」制の3層構造を廃し、「局」「課」の2層構造とする。各課を総括する「部長」を適宜設置した[4]。
- 2012年 都市局を土木局に統合し、土木局に局長級の「都市技術審議官」を設置。
- 2020年 従来の「部長」を一部を除き「総括官」に改める[5]。
- 2022年 湯崎英彦知事は7月1日付で副知事に経済産業省通商機構部参事官の玉井優子（広島市出身）を起用[6]。広島県政史上初の女性の副知事となった[6]。
- 2023年 「総括官」の職名を「担当部長」に改める[7]。

## 組織
[表示]をクリックすると一覧を表示
知事
- 副知事
  - 危機管理監
［危機管理部長］
    - 危機管理課
    - みんなで減災推進課
    - 消防保安課
    - 広島型避難行動推進プロジェクト･チーム

  - 総務局
［行政経営部長］
［財務部長］
    - 総務課
    - 審理担当
    - 秘書課
    - 人事課
    - 福利課
    - 財政課
    - 財産管理課
    - 税務課
    - 経営戦略審議官
［経営戦略部長］
［施策形成・広報担当部長］
［研究開発担当部長］
      - 経営企画チーム
      - 施策形成支援チーム
      - 広報課
      - 統計課
      - 研究開発課

    - DX審議官
［ＤＸ推進担当部長］
［情報戦略担当部長］
      - DX推進チーム
      - デジタル県庁推進担当
      - デジタル基盤整備課
      - 県庁情報システム担当

    - ひろしまブランド推進プロジェクト･チーム

  - 地域政策局
［地域振興担当部長］
［中山間地域振興担当部長］
［スポーツ推進担当部長］
［国際・平和推進担当部長］
    - 地域政策総務課
    - 市町行財政課
    - 地域力創造課
    - 交通対策担当
    - 都市圏魅力づくり推進課
    - 中山間地域振興課
    - スポーツ推進課
    - 国際課
    - 平和推進プロジェクト･チーム
    - 広島サミット推進チーム
    - 定住・交流促進プロジェクト･チーム
    - 都市圏魅力づくりプロジェクト･チーム
    - 鞆地区地域振興プロジェクト･チーム

  - 環境県民局
［県民生活担当部長］
［環境担当部長］
    - 環境県民総務課
    - 文化芸術課
    - 消費生活課
    - わたしらしい生き方応援課
    - 県民活動課
    - 学事課
    - 高等教育担当
    - 環境政策課
    - 環境保全課
    - 自然環境課
    - 循環型社会課
    - 産業廃棄物対策課

  - 健康福祉局
［健康危機管理担当部長］
［子供未来応援担当部長］
［医療介護担当部長］
［医療機能強化担当部長］
［地域共生社会推進担当部長］
    - 保健福祉総務課
    - 健康危機管理課
    - 新型コロナウイルス感染症対策担当
    - 子供未来応援課
    - 安心保育推進課
    - こども家庭課
    - 被爆者支援課
    - 疾病対策課
    - 食品生活衛生課
    - 薬務課
    - 医療介護政策課
    - 医療機能強化推進課
    - 医療介護基盤課
    - 健康づくり推進課
    - 医療介護保険課
    - 国民健康保険課
    - 地域共生社会推進課
    - 社会援護課
    - 障害者支援課
    - 子供未来応援プロジェクト･チーム
    - 地域共生社会推進プロジェクト･チーム

  - 商工労働局
［雇用労働担当部長］
［イノベーション環境整備担当部長］
［新産業創出担当部長］
［海外展開・投資促進担当部長］
［地域経済支援担当部長］
    - 商工労働総務課
    - 雇用労働政策課
    - 働き方改革推進・働く女性応援課
    - 職業能力開発課
    - イノベーション推進チーム
    - 産業人材課
    - 経営革新課
    - 県内投資促進課
    - 産業用地課
    - コロナ機動的経済支援プロジェクトチーム
    - 観光課
    - 外国人材の受入・共生対策プロジェクト･チーム
    - 医工連携推進プロジェクト･チーム

  - 農林水産局
［農林水産ブランド戦略担当部長］
［農水産振興担当部長］
［林業振興担当部長］
［農林基盤整備担当部長］
    - 農林水産総務課
    - 団体検査課
    - 販売・連携推進課
    - 就農支援課
    - 農業経営発展課
    - 農業技術課
    - 畜産課
    - 水産課
    - 林業課
    - 森林保全課
    - 農林整備管理課
    - 農業基盤課
    - ため池・農地防災担当

  - 土木建築局
［建設企画担当部長］
［土木整備担当部長］
［空港港湾担当部長］
    - 土木建築総務課
    - 建設産業課
    - 用地課
    - 技術企画課
    - 建設DX担当
    - 道路河川管理課
    - 道路企画課
    - 道路整備課
    - 河川課
    - 砂防課
    - 空港振興課
    - 港湾振興課
    - 港湾漁港整備課
    - 都市建築技術審議官
［建築技術担当部長］
      - 都市計画課
      - 都市環境整備課
      - 建築課
      - 住宅課
      - 営繕課
- 会計管理者
  - 会計管理部
    - 会計総務課
    - 審査指導課
    - 契約・調達管理課
- 公営企業管理者
  - 上下水道部
    - 上下水道総務課
    - 流域下水道課
- 病院事業管理者
  - 病院事業局
［事務部長］
    - 県立病院課
- 行政委員会
  - 人事委員会
    - 事務局
      - 合同総務課
      - 公務員課

  - 労働委員会
    - 事務局
      - （合同総務課）

  - 選挙管理委員会
    - 事務局

  - 監査委員
    - 事務局

  - 広島海区漁業調整委員会
    - 事務局

  - 内水面漁場管理委員会
    - 事務局

  - 収用委員会
  - 教育委員会
    - 事務局
      - 管理部
        - 経営企画監
        - 総務課
        - 教職員課
        - 施設課
        - 健康福利課
        - 文化財課

      - 学びの変革推進部
        - 学校経営戦略推進課
        - 教育支援推進課
        - 高校入学者選抜制度推進課
        - 乳幼児教育支援センター
        - 義務教育指導課
        - 個別最適な学び担当
        - 高校教育指導課
        - 豊かな心と身体育成課
        - 特別支援教育課
        - 生涯学習課

      - 乳幼児教育・生涯学習担当部長

  - 公安委員会
    - 警察本部

## 庁舎・地方機関
[表示]をクリックすると一覧を表示
| - 広島県庁舎（広島市中区基町） - 西部総務事務所 - 西部県税事務所 - 西部厚生環境事務所・保健所広島支所 - 西部農林水産事務所 - 西部建設事務所（広島市南区比治山本町） - 広島港湾振興事務所（広島市南区宇品海岸） - 西部こども家庭センター（広島市南区宇品東） - 廿日市庁舎 - 第一庁舎（廿日市市桜尾本町） - 西部建設事務所廿日市支所 - 第二庁舎（廿日市市桜尾） - 西部県税事務所廿日市分室 - 西部厚生環境事務所・保健所 - 呉庁舎（呉市西中央） - 西部総務事務所呉支所 - 西部県税事務所呉分室 - 西部厚生環境事務所・保健所呉支所 - 西部農林水産事務所呉農林事務所 - 西部建設事務所呉支所 - 西部建設事務所安芸太田支所（山県郡安芸太田町加計） - 東広島庁舎（東広島市西条昭和町） - 西部総務事務所東広島支所 - 西部県税事務所東広島分室 - 西部東厚生環境事務所・保健所 - 西部農林水産事務所東広島農林事務所 - 西部建設事務所東広島支所 - 西部畜産事務所（東広島市西条御条町） | - 尾道庁舎（尾道市古浜町） - 東部県税事務所尾道分室 - 東部厚生環境事務所・保健所 - 東部農林水産事務所尾道農林事務所 - 東部建設事務所三原支所（三原市円一町） - 福山庁舎（福山市三吉町） - 東部総務事務所 - 東部県税事務所 - 東部厚生環境事務所・保健所福山支所 - 東部農林水産事務所 - 東部建設事務所 - 東部畜産事務所 - 東部こども家庭センター（福山市瀬戸町） - 三次庁舎（三次市十日市東） - 北部総務事務所 - 北部県税事務所 - 北部厚生環境事務所・保健所 - 北部建設事務所 - 北部こども家庭センター - 庄原庁舎（庄原市東本町） - 北部農林水産事務所 - 北部建設事務所庄原支所 - 北部畜産事務所 |

## 主なOB
- 峠三吉 - 作家
- 吉岡隆徳（教育委員会保健体育課長） - 陸上短距離選手
- 広岡富夫 - 元プロ野球選手
- 藤田進 - 政治家、元参議院議員
- 上田博之 - 政治家、元東広島市長
- 能勢邦之（総務部長） - 政治家、元岩見沢市長

## 県政番組
- ひろしま県民テレビ 県民つながる研究課（2018年4月20日 - 2022年3月20日、広島ホームテレビ）
- 元気でステーション（広島ホームテレビ）
- テレビスポットCM（民放4局）
- ラジオインフォマーシャル（RCCラジオ）